# Ivo Ulisse Camerini
Ivo Ulisse Camerini (Cortona, 1949) è un sindacalista e saggista italiano.

## Biografia
Figlio di contadini della montagna cortonese, nel 1968, come studente operaio, si trasferisce a Roma dove si laurea in Lettere nel 1973 all'Università La Sapienza e dove fu allievo, tra gli altri, di Walter Binni, Renzo De Felice, Ruggero Moscati e Natalino Sapegno. Nel 1987 è segretario regionale della Federscuola-Cisl dell'Umbria e nel 1989 diviene membro della Segreteria regionale della Cisl dell'Umbria. Dal 1997 al 2009 è presidente del Distretto scolastico 32 (Valdichiana, Arezzo). Dal 1997 è membro del Consiglio generale della Cisl di Arezzo.
Nel 1975 è tra i rifondatori del giornale L'Etruria della cui redazione fa tuttora parte. Nel 1984 fu tra i fondatori del periodico "Cortona Oggi". Nel 1988 è stato tra i fondatori dei periodici sindacali "Note Flaei Umbria" e "L'altra Umbria", dei quali è tuttora direttore.
Nel 1979, su incarico del Segretario generale della Cisl Pierre Carniti, fonda l'Archivio Storico Nazionale della Cisl di cui è stato direttore fino al dicembre 2016. Dal marzo 2011 al dicembre 2016 è stato anche responsabile della Biblioteca Centrale della Cisl. Nel gennaio 2017 va in pensione e da allora si diletta a fare "il giornalista di strada" per il quotidiano online www.letruria.it e per il quindicinale cartaceo L'Etruria di Cortona, di cui è vicedirettore.

## Pubblicazioni
- "Il Partito popolare italiano dall'Aventino alla discesa nelle catacombe" (1975)
- "Cisl 1950-1980: cronologia", con Brezzi e Lombardo (1980)
- "I contadini e il vescovo. La mezzadria nella Toscana del 1700" (1987)
- "Franco Marini sindacalista" (2006) - DvD
- "Cisl, una storia che unisce", Edizioni lavoro di Roma (2007) - DvD
- "Cislini e cisline nell'Italia del Secondo Novecento" (2010)
- " Custodire il sindacato. Guida all'ASN-Cisl"(2012)
- " L'ultimo prete contadino" . Edizioni Tuscangraph di Cortona (2017)
- "Conoscere Pierre Carniti". Tipografica CMC di Cortona (2017)
- "Il sindacalista Presidente.Conoscere Franco Marini".Tipografica CMC di Cortona (2018)
- " I giorni e le notti di Annibale Barca tra Vallecalda e Cerventosa" . Tipografica CMC di Cortona (2019)